# Sheila Ocasio
Sheila Ocasio Clemente (Río Piedras, 17 novembre 1982) è un'ex pallavolista portoricana, nel ruolo di centrale.

## Biografia
È la sorella maggiore della pallavolista Karina Ocasio.

## Carriera

### Club
La carriera professionistica di Sheila Ocasio inizia nel 2000, quando fa il suo esordio nella Liga de Voleibol Superior Femenino con la maglia delle Conquistadoras de Guaynabo a cui resta legata al fino al 2004, giocando contemporaneamente anche a livello universitario nella NCAA Division I per la UN Las Vegas.
Nella stagione 2004-05 gioca nella Serie A2 italiana con il River. In seguito ritorna a Porto Rico per giocare tre annate con le Valencianas de Juncos, conquistando lo scudetto nella stagione 2007. Gioca nuovamente all'estero nel campionato 2008-09, vestendo la maglia del Köniz in Lega Nazionale A, aggiudicandosi la Supercoppa svizzera e lo scudetto.
Ritorna a vestire la maglia delle Valencianas de Juncos nella stagione 2010. Dopo un breve periodo di inattività per maternità, torna in campo nella stagione 2012 con le solite Valencianas de Juncos, restandovi fino al campionato 2015. Scontati quattro anni di squalifica per doping, nel corso dei quali dà alla luce la sua secondogenita, rientra in campo nella Liga de Voleibol Superior Femenino 2020, nuovamente con la franchigia di Juncos.
Nella stagione 2021, dopo aver inizialmente annunciato il proprio ritiro dalla pallavolo giocata, torna sui suoi passi e si accasa con le Criollas de Caguas, tornando a giocare insieme alla sorella Karina e conquistando il suo secondo scudetto, dopo il quale ufficializza nuovamente il suo ritiro.

### Nazionale
Nel 2002 debutta nella nazionale portoricana in occasione del campionato mondiale. In seguito vince la medaglia di bronzo ai XX Giochi centramericani e caraibici e alla Coppa panamericana 2009 e poi quella d'argento al campionato nordamericano 2009.
Conquista poi un  argento ai XXI Giochi centramericani e caraibici, seguito dal bronzo al campionato nordamericano 2013, alla Coppa panamericana 2014 e alla NORCECA Champions Cup 2015, dove viene premiata come miglior servizio.
Ai XVII Giochi panamericani risulta positiva durante un controllo antidoping, effettuato prima della finale per la medaglia di bronzo, a uno steroide anabolizzante, rimediando una squalifica di quattro anni, al termine della quale non rientra più nel giro della nazionale.

## Palmarès

### Club
- Campionato portoricano: 2

2007, 2021
- Campionato svizzero: 1

2008-09
- Supercoppa svizzera: 1

2008

### Nazionale (competizioni minori)
- Giochi centramericani e caraibici 2006
- Coppa panamericana 2009
- Giochi centramericani e caraibici 2010
- Coppa panamericana 2014
- NORCECA Champions Cup 2015

### Premi individuali
- 2004 - Liga de Voleibol Superior Femenino: All-Star Team
- 2009 - Qualificazioni nordamericane al campionato mondiale 2010: Miglior servizio
- 2015 - NORCECA Champions Cup: Miglior servizio